# Musikinstrumenten-Museum Berlin
Das Musikinstrumenten-Museum Berlin (MIM; offizielle Bezeichnung Musikinstrumenten-Museum des Staatlichen Instituts für Musikforschung Preußischer Kulturbesitz) besitzt mit rund 3600 Instrumenten eine der größten und repräsentativsten Musikinstrumenten-Sammlungen Deutschlands. Es befindet sich seit 1984 in der Tiergartenstraße 1 im Berliner Zentrum unweit vom Potsdamer Platz, Ortsteil Tiergarten, und ist über den Besuchereingang an der Ben-Gurion-Straße zugänglich.
Rund 800 Exponate werden in einer Dauerausstellung präsentiert und, soweit bespielbar, regelmäßig vorgeführt. Im Jahr 2023 verzeichnete das Musikinstrumenten-Museum 42.700 Besucher.

## Geschichte

### Gründung und Eröffnung
Das Museum wurde im Jahr 1888 als „Sammlung alter Musikinstrumente“ an der Königlichen akademischen Hochschule für Musik gegründet. Die Stadt Berlin erwarb damals die ersten 240 Musikinstrumente vom Leipziger Musikverleger Paul de Wit aus dessen „Museum alterthümlicher Musikinstrumente“. Philipp Spitta und Joseph Joachim veranlassten diesen Kauf.  Im selben Jahr kamen 34 Musikinstrumente aus dem Kunstgewerbemuseum Berlin dazu.
1890 wurden weitere 282 Instrumente von Paul de Wit erworben. 1891 folgte der Kauf von 35 Blasinstrumenten aus der Stadtkirche St. Wenzel in Naumburg. Bereits 1892 nahm die Berliner Sammlung mit 340 Instrumenten an der Internationalen Ausstellung für Musik und Theaterwesen in Wien teil.
Die Sammlung der Musikinstrumente hatte auch den Zweck, dass Musik-Studenten alte Musik möglichst klanggerecht hören konnten. Dieser Auftrag führte dazu, dass aus dem ersten Institut ein öffentliches Haus wurde. Bei der Eröffnung des Museums am 14. Februar 1893 gab es keine Feier, auch „von den Ministerialbeamten war kein einziger da“. Zuerst befand sich das Museum im zweiten Stock der alten Berliner Bauakademie am Schinkelplatz.

### 20. und 21. Jahrhundert
1935 wurde das Museum aus der Hochschule für Musik ausgegliedert und dem Staatlichen Institut für Deutsche Musikforschung (heute: Staatliches Institut für Musikforschung) zugeordnet. 1936 folgte der Umzug des Musikinstrumenten-Museums in das Gebäude des Staatlichen Instituts für Deutsche Musikforschung. Es befand sich nun im Palais Creutz in der Klosterstraße 36.
Im Zweiten Weltkrieg gingen 1943 viele Exponate verloren. Nach dem Krieg wurden das Institut und das Museum mühsam wiederaufgebaut. Das Institut zog mehrmals in provisorische Unterkünfte um, bis es 1949 ins Schloss Charlottenburg einziehen konnte. 1951 erhielt das Museum Ausstellungsräume im Westflügel des Schlosses.
1962 wurde das Institut mit dem Museum Teil der neu gegründeten Stiftung Preußischer Kulturbesitz. Damit war ein Umzug in das ehemalige Joachimsthalsche Gymnasium in der Bundesallee 1–12 verbunden. Im Januar 1963 wurde dort das Musikinstrumenten-Museum wiedereröffnet.
Seit 1984 ist das Museum in einem Gebäude am Kemperplatz direkt neben der Berliner Philharmonie am Kulturforum Berlin beheimatet. Der Bau wurde 1979 bis 1984 von Edgar Wisniewski nach dem Entwurf des 1972 verstorbenen Architekten Hans Scharoun errichtet und am 14. Dezember 1984 eröffnet.
Von 1984 bis 1994 war Dagmar Droysen-Reber Direktorin des Museums. Danach leitete Conny Restle das Museum zunächst kommissarisch, von 2001 bis 2023 dann als Direktorin. Seit dem 15. Juli 2024 ist Emanuele Marconi Direktor des Museums.

## Gebäude

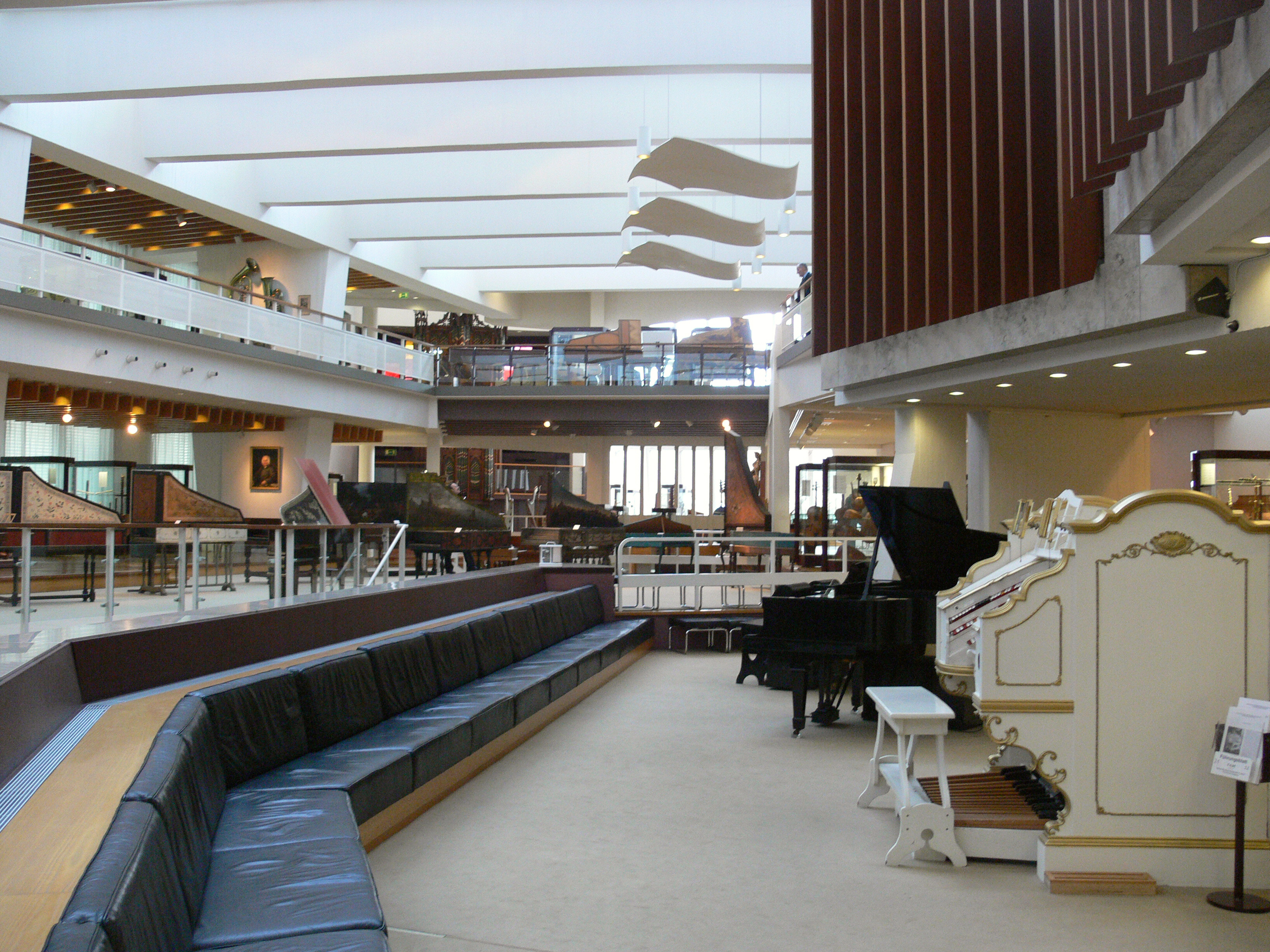
Innenansicht des Museums

Im Gebäude am Kemperplatz sind das Musikinstrumenten-Museum (MIM) und das Staatliche Institut für Musikforschung (SIM) untergebracht. Details der Fassaden und der Gebäudezuschnitt auf dem Grundstück zeigen symbolisch die Einheit von Darbietung und Forschung.
Die Aufführung historischer Musikinstrumente erfolgt in einem für Vorführungen geeigneten großen Raum, um den eine Empore läuft. Das Museum besitzt einen eigenen Konzertsaal, den Curt-Sachs-Saal, der für die regelmäßigen Kammerkonzerte genutzt wird.

## Sammlung

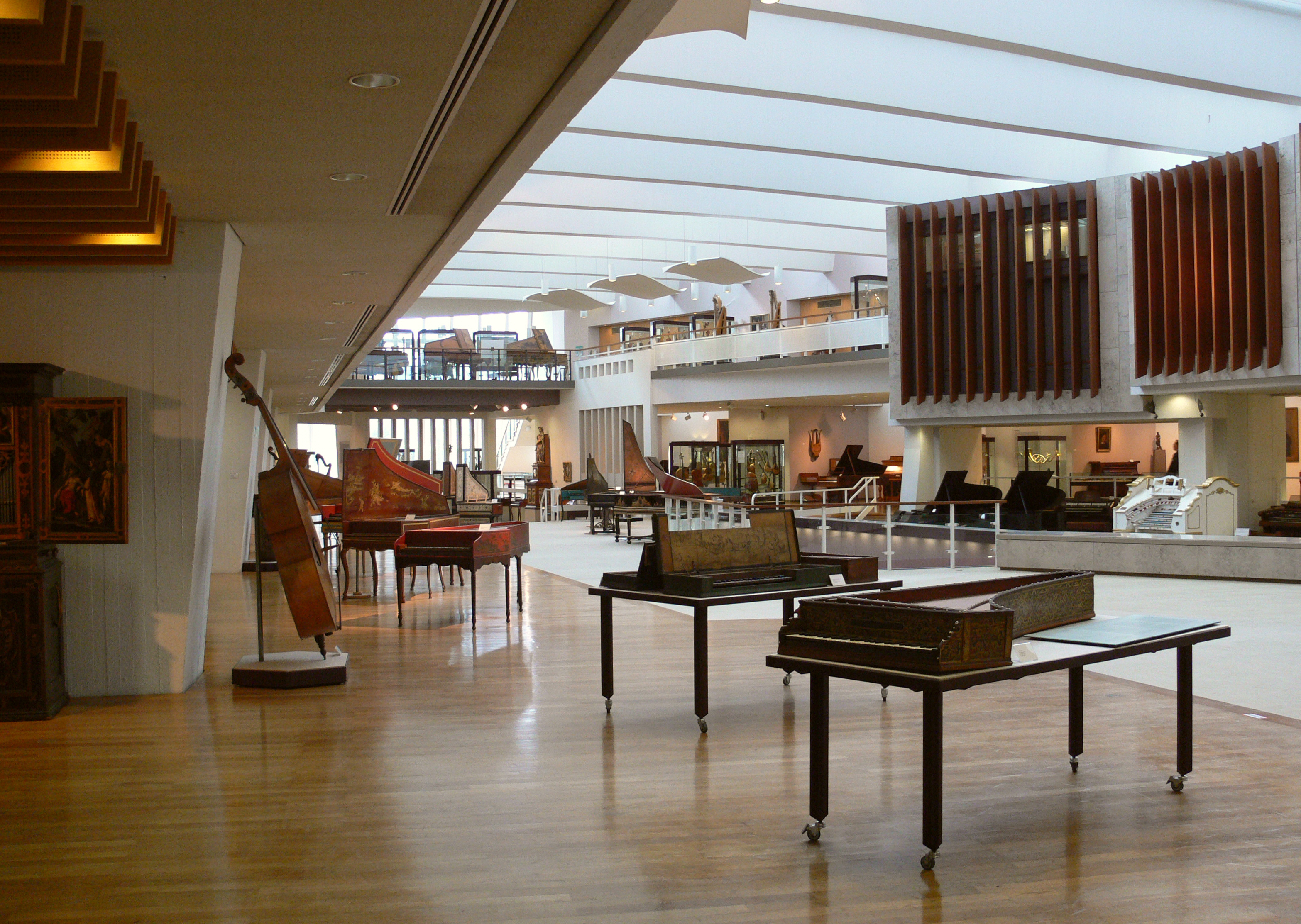
Ausstellungsfläche

Das Berliner Musikinstrumenten-Museum sammelt und zeigt Musikinstrumente der europäischen Kunstmusik vom 16. bis zum 21. Jahrhundert.
In der Sammlung befinden sich rund 3600 Instrumente. Dazu zählen:
- Cembali der flämischen Instrumentenbauerfamilie Ruckers in Antwerpen zu Beginn des 17. Jahrhunderts, das Berliner „Bach-Cembalo“ und seine Nachbauten
- das Reise-Cembalo clavecin brisé, gebaut von dem Franzosen Jean Marius, das sich im Besitz der Herzogin von Orléans befand, die es stets auf Reisen mitnahm. Die Herzogin schenkte das Instrument später der Königin Sophie Charlotte von Preußen.[4]
- Geigen: Möckel-Geigen, italienische Meistergeigen von Amati, Guarneri und Antonio Stradivari
- ein Hammerflügel von Joseph Brodmann aus dem Besitz Carl Maria von Webers, auf dem dieser seinen »Freischütz« komponierte
- eine Glasharmonika, deren Erfindung auf Benjamin Franklin zurückgeht
- Clavichorde, Bechstein-Klaviere und -Flügel
- Blasinstrumente aus der Stadtkirche St. Wenzel zu Naumburg um 1600
- Instrumente des preußischen Königshauses wie die Querflöten aus dem Besitz Friedrichs II. und Blechblasinstrumente des preußischen Militärs
- elektronische Musikinstrumente wie E-Gitarren, Mixtur-Trautonium und die Mighty Wurlitzer, eine der größten Theater- und Kinoorgeln Europas aus der Werkstatt der Rudolph Wurlitzer Company
- automatische Musikinstrumente wie Spieldosen, selbstspielende Klaviere, Orchestrions
- kuriose Instrumente wie Äolsharfe, Spazierstockgeige, Rankett („Wurstfagott“)

### Dauerausstellung und Führungen

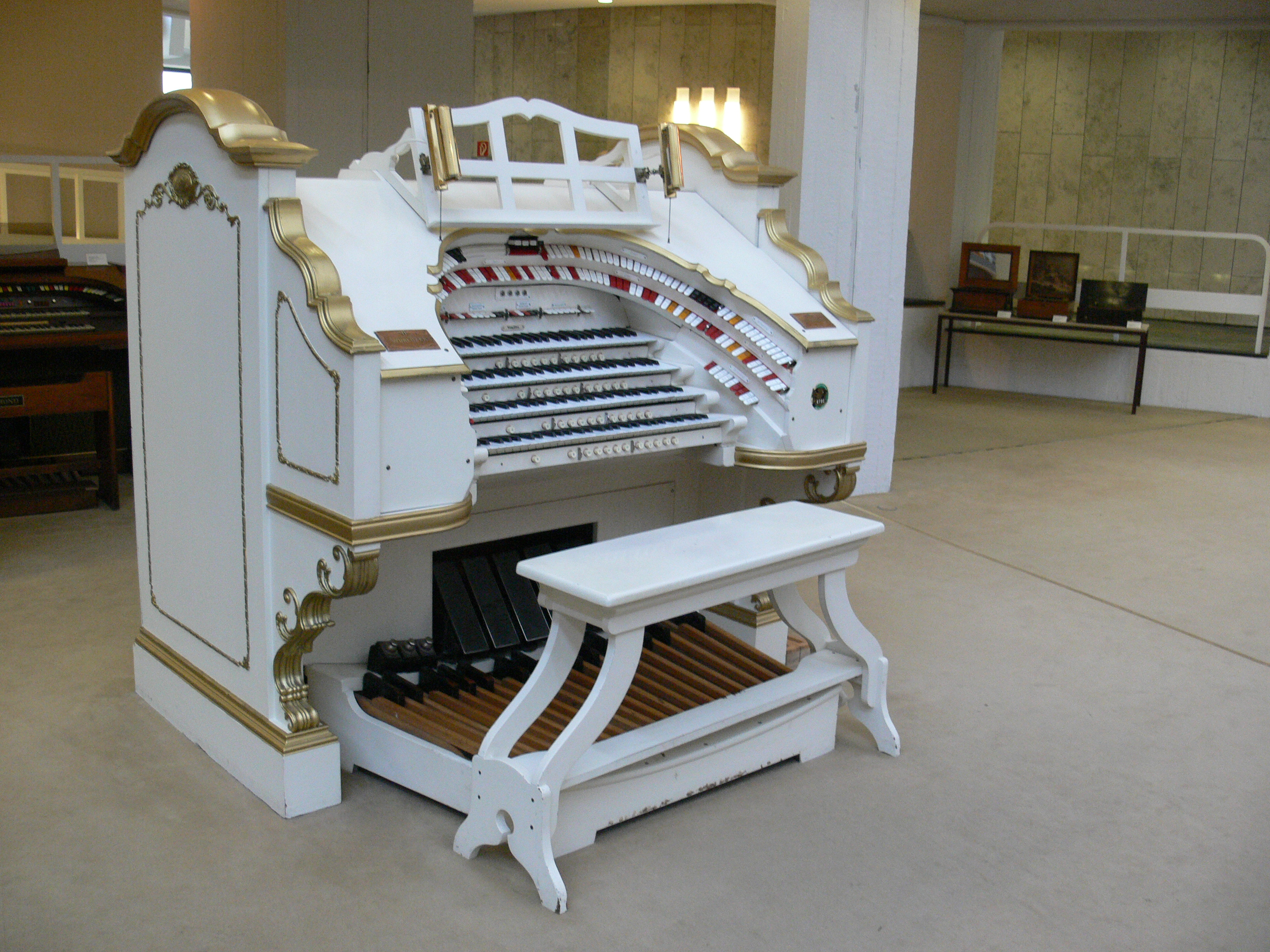
Spieltisch der Mighty Wurlitzer-Orgel

Ausgestellt sind mehr als 800 der rund 3600 Instrumente, darunter die Sammlung der Blasinstrumente aus St. Wenzel zu Naumburg aus der ersten Hälfte des 17. Jahrhunderts.
Führungen vermitteln den Klang und die spieltechnischen Eigenheiten historischer Musikinstrumente. Die Instrumentenkunde als Disziplin der Musikwissenschaft kann bei vielen Demonstrationen erlebt werden.
Das Museum ist einer der wenigen Orte, in dem in Deutschland eine Kino-/Theaterorgel vorgeführt werden kann. Dieses als Mighty Wurlitzer bezeichnete Instrument ging 1982 als „unentgeltliche Übereignung der Bundesrepublik Deutschland“ in den Besitz des Museums über. Sie stand bis dahin im Konzertsaal der Villa von Werner Ferdinand von Siemens (Herrenhaus Correns), dem Enkel des Gründers von Siemens, in Berlin-Lankwitz. Jeden Donnerstag während der Museumsführung um 18 Uhr und jeden Sonnabend um 12 Uhr wird das Instrument gespielt."

### Sonderausstellungen (Auswahl)
- November 2009 bis März 2010: Die Dame mit dem Cembalo – Wanda Landowska und die Alte Musik
- 2012: Friedrichs „Montezuma“: Macht und Sinne der Preußischen Hofoper
- März bis Juni 2017: Good Vibrations – Eine Geschichte der elektronischen Musikinstrumente
- Oktober bis Dezember 2022:  Klaviatur – Tastatur – Interface. Spotlight-Ausstellung
- September 2023 bis Februar 2024: Johann Joachim Quantz: Musiker – Pädagoge – Instrumentenbauer